# Aenigmarachne sinapophysis
Aenigmarachne sinapophysis är en spindelart som beskrevs av Schmidt 2005. Aenigmarachne sinapophysis ingår i släktet Aenigmarachne och familjen fågelspindlar.
Artens utbredningsområde är Costa Rica. Inga underarter finns listade i Catalogue of Life.